# Polypedilum braseniae
Polypedilum braseniae är en tvåvingeart som först beskrevs av Leathers 1922.  Polypedilum braseniae ingår i släktet Polypedilum och familjen fjädermyggor. Inga underarter finns listade i Catalogue of Life.